# Le Molay-Littry
Le Molay-Littry település Franciaországban, Calvados megyében. Lakosainak száma 3092 fő (2022. január 1.). Le Molay-Littry Le Breuil-en-Bessin, Crouay, Montfiquet, Saint-Martin-de-Blagny, Saon, Saonnet, Tournières, Le Tronquay és Cerisy-la-Forêt községekkel határos.

## Népesség
A település népességének változása:
| Lakosok száma | 1576 | 2522 | 2584 | 2950 | 3093 | 3053 | 2988 | 3016 | 3030 | 3092 |
|               | 1968 | 1982 | 1990 | 2006 | 2013 | 2015 | 2017 | 2019 | 2020 | 2022 |